# 阿勒旦特湖
阿勒旦特湖也作阿拉特图，是位于中国内蒙古自治区阿拉善盟阿拉善右旗境内的一座内流盐湖，地处雅布赖镇巴丹吉林嘎查西北约7千米的巴丹吉林沙漠中。湖面海拔1180米，面积1平方千米。